# Roberto Assad
Roberto Assad, właśc. Roberto Assad Martínez (ur. 30 grudnia 1975 w Monterrey) – meksykański aktor, piosenkarz i model.

## Życiorys
Urodził się w Monterrey, w stanie Nuevo León. Studiował aktorstwo w Centro de Educacion Artistica (CEA) przy Televisa San Ángel w mieście Meksyk. Rozpoczął pracę jako striptizer i model. Grał na scenie w inscenizacjach – Jak zapomnieć o przeszłości, Dzielny książę, Mój gruby przyjaciel i Śpiąca królewna.
W latach 1998–2000 występował w boysbandzie Kairo wraz z Paulo Quevedo i Gabrielem Soto. Grupa w latach 90. wylansowała takie przeboje jak „Dile que la amo” czy „En los libros de un café”, a także nagrała album Pasiones (1998), który odniósł sukces w Ameryce Łacińskiej. W 2023 Kairo powrócił na scenę w nieco zmienionym składzie; Soto zastąpił Christian Carabias.
Pojawił się w telenowelach: Soñadoras (1998) z Eduardo Verástegui, Alma rebelde (1999) u boku Paulo Césara Quevedo i Eduardo Verástegui, Przyjaciółki i rywalki (Amigas y rivales, 2001) i Klasa 406 (Clase 406, 2002). Wziął udział w programie Piel Caliente (2008). Zagrał w filmach wideo – sensacyjnym Zabójcza Cumbia (Ritmo, traición y muerte: La cumbia asesina, 2012) z Manuelem Ojedą i komedii Akta torreadora (Una fichera torera, 2014). 
W 2014 na targach Banamex wystąpił na scenie w widowisku Sin Censura z Davidem Zepedą, Juliánem Gilem, Salvadorem Zerbonim i Jorge Araveną.
W 2007 zawarł związek małżeński z Loreną Herrerą. 